# Alpha Mensae
Alpha Mensae é um sistema binário de estrelas na constelação Mensa. Com uma magnitude aparente de 5,09, é a mais fraca lucida (a estrela mais brilhante de uma constelação). O sistema estelar é composto de uma estrela anã amarela (tipo espectral G5V), com cerca de 96% do tamanho do Sol, e uma anã vermelha (tipo espectral M3.5-M6.5V) com cerca de 19% do tamanho do Sol. Os componentes estão a uma separação de aproximadamente 30 unidades astronômicas.
Ambas as estrelas estão localizadas a 33,29 anos-luz da Terra, como medido por um paralaxe de 97,9158 milliarcosegundos pela espaçonave Gaia. O sistema estelar está se afastando da Terra a uma taxa de 34 quilômetros por segundo e fez a sua maior aproximação do Sol a 250 mil anos atrás, chegando a 10 anos-luz do Sol.
Um excesso de luminosidade no infravermelho foi detectado ao redor da estrela, o que poderia indicar a existência de um disco circumestelar com um raio de 142 unidades astronômicas e uma temperatura de 22 K (-251 °C). Porém, informações do Herschel Space Observatory falharam em confirmar a existência desse disco, deixando a descoberta em dúvida.